# Montescot
Montescot ([muntəs'kɔt]) és el poble cap de la comuna del mateix nom, de 1.734 habitants, de la comarca del Rosselló, a la Catalunya del Nord.
Està situat al sud-est de Perpinyà i al nord-oest d'Elna, a la zona oriental del centre de la comarca, al sud-est de l'estany o llac de Vilanova de Raó, al qual arriba a tocar. Ès a la subcomarca de la Plana d'Elna, en la plana existent entre les conques del Reart i del Tec.

## Etimologia
Joan Coromines explica que el topònim Montescot és un compost format per dos ètims, mont i escot. El primer, que designa una elevació de terreny, un turó, és habitualment usat per a designar emplaçaments de castells. El segon element seria, pròpiament, el nom del castell; en aquest cas, el castell de Skot, nom propi germànic.

## Geografia

### Localització i característiques generals del terme

Situació de la comuna de Montescot en el Rosselló

El poble, situat a 14 metres d'altitud damunt d'un petit turó que sobresurt d'aquest sector de la Plana del Rosselló, a la zona humida, antigament formada per maresmes, de la Plana de Bages, sector nord-occidental de la Plana d'Illiberis, o d'Elna. El poble és al centre del terç sud-oriental del seu terme comunal, que té una extensió de 60.200 hectàrees.
L'únic termenal natural és la vora meridional i sud-oriental de l'estany de Vilanova, o de Raó. La resta de contorns de la comuna són de caràcter arbitrari, sense seguir en cap moment límits geogràfics naturals. A l'oest del terme hi ha una zona formada pels darrers baixos Aspres, terrenys pliocens, mentre que a la meitat est es troba una zona de prats, antics estanys i maresmes. És una zona humida compartida amb Cornellà del Bercol. També hi ha restes d'estanys a la zona occidental, propera a Bages, a l'indret anomenat l'Aigual i als entorns del Mas de l'Ou. En aquests lloc s'hi havia assajat el conreu de l'arròs, i ara són prats per a la pastura del bestiar.
Termes municipals limítrofs:
| Pollestres        | Vilanova de Raó | Cornellà del Bercol |
| Bages de Rosselló |                 |                     |
|                   | Elna            | Elna                |

### El poble de Montescot

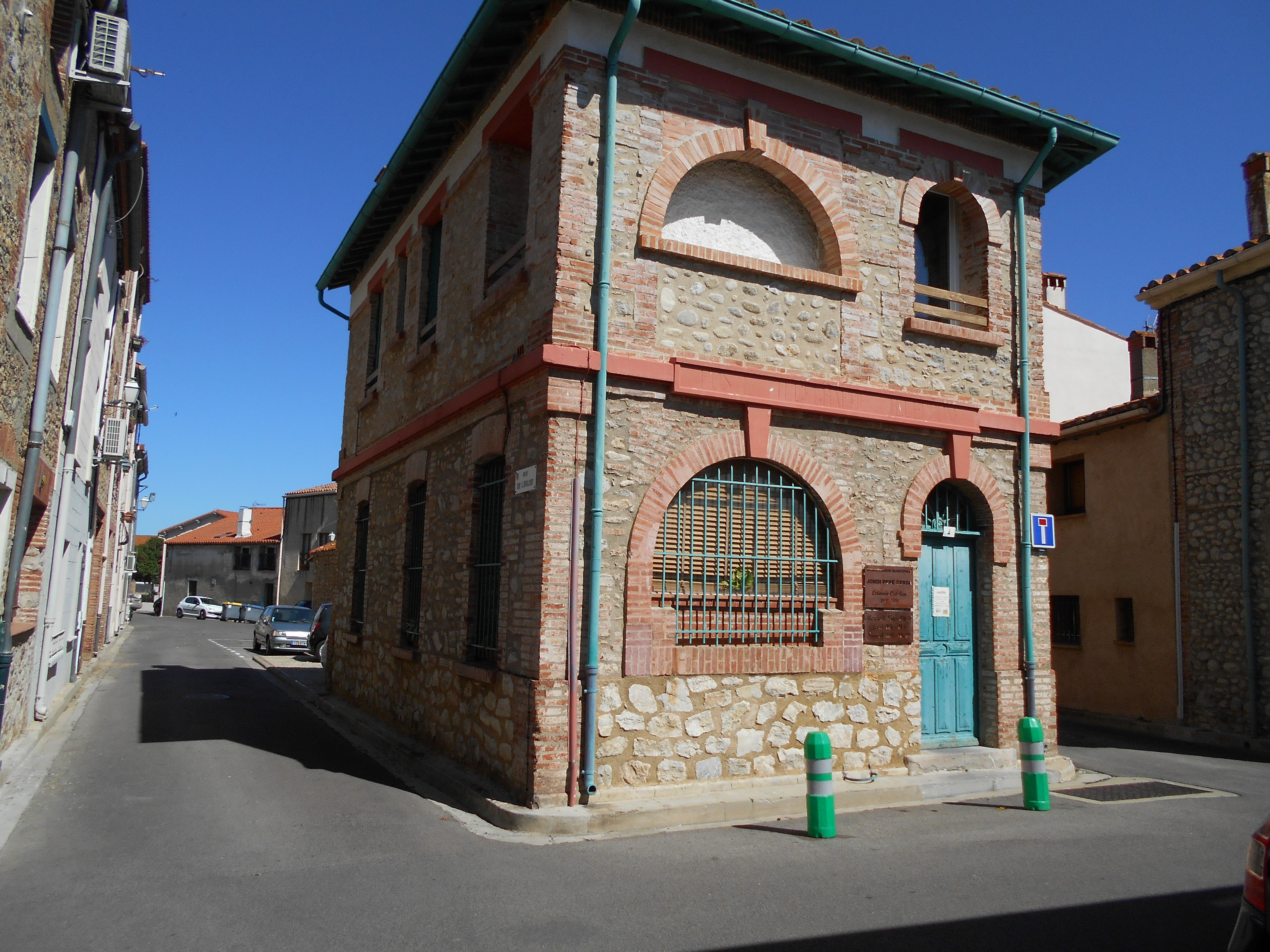
L'antic edifici de Correus, ara Biblioteca Municipal Jordi Pere Cerdà, extrem occidental de la cellera

El nucli vell de Montescot està molt lleugerament aturonat en una zona essencialment plana a l'entorn de l'església parroquial de Santa Maria, on, segons Aymat Catafau es va constituir una cellera. També hi havia hagut el castell -possiblement la mateixa cellera inicial envoltada d'un mur de tancament i d'un fossar-, seu de la baronia, després varvassoria, de Montescot. El cementiri vell, a ran de l'església, és actualment els Correus. Al poble hi hagué també un Rentador, el qual és desaparegut, però se n'ha conservat el topònim.

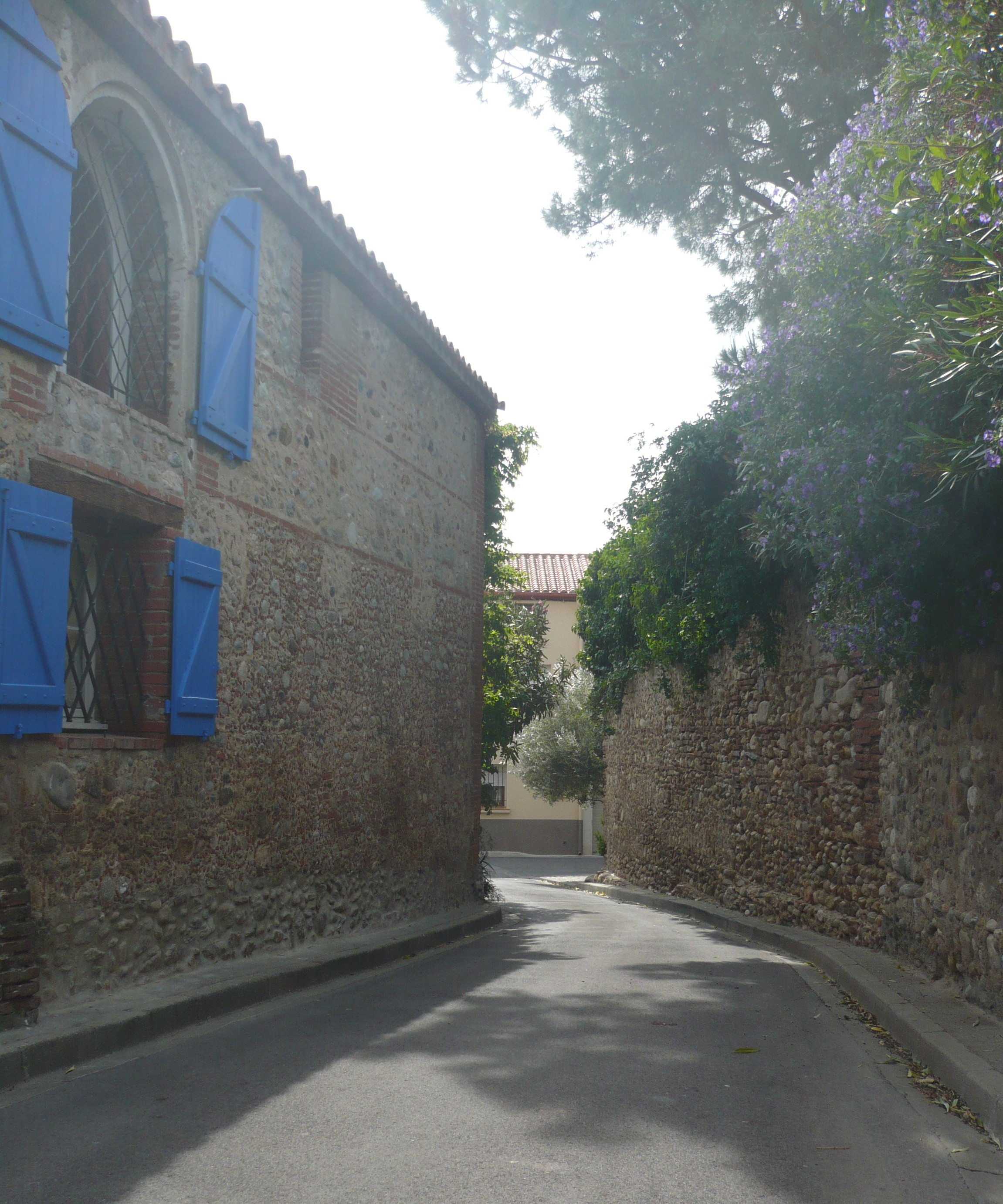
Carrer i petit barri de la Grangeria

En els darrers vint anys, el nucli de Montescot ha crescut sobretot a base d'urbanitzacions: les Côteaux d'Avallric, la Fabrega, les Hauts de Montescot i la Troba. També cal esmentar el veïnat del Pa de Sucre, situat a ponent del poble de Montescot. En el nucli vell només es pot reconèixer un barri tradicional, anomenat la Grangeria.

### Avalrí
Al nord del nucli urbà i del terme de Montescot hi l'antic lloc d'Avalrí, Valric o Avalric, amb castell propi. Al segle xi, l'any 1080, s'hi documenta l'església parroquial de Sant Vicenç, que el segle xvi era agregada a Santa Maria de Montescot, i consta una queixa del clergat d'Elna al vescomte de Canet, Galceran de Pinós, que n'hagués fet arrencar el portal de marbre per a dur-lo a l'església de la Roca d'Albera, on encara és avui dia. En el present, aquest antic lloc ha quedat reduït a un sol mas.

### Vila-seca
Es tracta d'un lloc esmentat el 832, que sembla que estava situat al punt avui dia anomenat Pa de sucre. Era el límit sud-occidental d'un antic estany existent entre Montescot i Cornellà del Bercol. Havia tingut l'església de Sant Joan, actualment del tot desapareguda.

### El Pa de Sucre
Situat a ponent del poble de Montescot, el Pa de Sucre és un petit veïnat format aproximadament per mitja dotzena de cases. Dista un quilòmetre del nucli urbà principal del seu terme.

### Els masos de Montescot
Els masos històrics del terme són el Mas (o Castell) d'Avalrí, Avallric o Bellric, el Mas de l'Ou, el Mas de la Fàbrega (pronunciat Fabrega), el Mas de la Pardalera, el Mas Xarpell i la Casa del Colonel. Cal destacar que l'antic mas de la Fabrega, absorbit ja pel nucli urbà, és actualment la Casa de la Vila.

### Corrents d'aigua
Cap riu travessa el terme de Montescot, però a l'extrem nord-occidental del terme arriba a tocar la riba de l'Estany de Vilanova. Ara bé, al terme de Montescot hi ha canals de drenatge i d'irrigació, anomenats agulles a la Plana del Rosselló. La més important és l'Agulla de la Mar, de drenatge, antigament Agulla Cabdal, que entra en terme de Montescot pel sud-oest, procedent del terme de Bages de Rosselló i després de passar pel nord del poble, se'n va pel nord-est cap a l'Estany de Sant Nazari, o de Canet, passant al sud dels nuclis de Cornellà del Bercol, Tesà i d'Alenyà.
D'altres agulles de Montescot són l'Agulla de la Colomina d'en Vidal, la de l'Aigual, que és un desguàs del llac de Vilanova, la de la Sobrepera, la del Mas de la Fabrega, la del Mas de l'Ou, la del Prat de l'Era, la dels Terres Verds, la d'en Gibert, la de Val Marle, totes de drenatge. Alguns torrents, convertits a partir del moment que entren a la plana en canals de drenatge, es troben a Montescot: el Còrrec, el Còrrec de la Troba i el Còrrec d'en Grill.
D'estanys, actualment només hi ha el ja esmentat de Vilanova, però n'existeixen d'altres a la memòria col·lectiva del poble. El principal era el d'en Pelloquet. A la vora de l'Estany de Vilanova hi ha una reserva ecològica.

### El terme comunal
Com les altres comunes del Pla del Rosselló, la major part dels topònims de Montescot fan referència a camps, prats o similars: la Closa, la Closa (una altra, abans Prat d'en Durban i les Rotes, la Colomina d'en Vidal, els Horts (abans, el Cotiu), Prat de l'Era (abans, Colomina de l'Era), el Salobre (abans, Camp de l'Om), la Troba (abans, el Prat Negat) i la Vinyassa. Alguns són ja desapareguts; se'n conserva el nom, però el lloc ja ha estat urbanitzat: Camp de la Capella, Camp de la Majordoma, Camp de la Mata, Camp de la Pedra, Camp de la Soca, Camp de la Vinya, Camp del Cardaire, Camp del Cortal, Camp de l'Era (n'hi havia dos), Camp de les Bledes, Camp del Mallol, Camp de l'Obra, Camp de l'Om, Camp del Pal, Camp del Palau, Camp del Prat, Camp del Roure, Camp dels Salzes, Camp dels Olius, Camp dels Pastors, Camp dels Tres Corns, Camp del Tord, Camp d'en Desprès, Camp d'en Joan Pere. Camp d'en Minyana, Camp d'en Ramis, la Closa (una tercera), la Colomina d'Avallric, la Colomina de la Sandra, la Colomina del Prat Comunal, la Colomina del Prat Negat, la Colomina d'en Gener, la Colomina de Vilanova, el Cotiu d'en Mantega, el Farratjal (dos de diferents), el Mallol del Camí de Bages, Prat d'Avallric, Prat de Darrere la Closa, Prat de la Dama, Prat de l'Agulla, Prat de les Olles (dos de diferents), Prats dels Pastors, Prat dels Tres Corns (dos de diferents), Prat d'en Coll, Prat d'en Durban, Prat d'en Jordà, Prat d'en Pagès, Prat Llarg, Prat Petit i la Vinyassa (una altra) .
D'altres. es tracta de partides, moltes de les quals apareixen a les referències cadastrals: l'Aigual, Avallric, les Cantaires (abans, la Cantaire), la Collada, les Creuetes, l'Estany, els Estanyots, Mas de l'Ou, Mas de la Fabrega, el Pa de Sucre (abans, Puig d'en Coll), la Sobrepera, els Terres Verds i Vila-seca. Algunes són ja també desaparegudes: la Barraca, el Bosquet, Camí d'Avallric, Camí de Bages, Camí de la Roca, Camí d'Elna, Camí de Perpinyà, Camí de Pollestres, el Cementiri Vell, el Comunal, el Còrrec de la Negada, la Cotarda, Cotivelles, Darrere la Closa, la Feixa, la Figuera, la Font Blanca, les Formiques, el Forn, Garrius, els Gorgs, la Llongaina, la Margarida, l'Olivadeta, la Pinta, la Plançonada, la Pompa (abans, el Pou), Puig de l'Agulla, les Rotes, Ruta dels Frares, el Safranar i la Travessa.
A l'extrem nord-oest del terme, en un petit enclavament entre Vilanova de Raó, Bages de Rosselló i Pollestres, a la vora de l'extrem sud-oest de l'Estany de Vilanova hi ha la Reserva Ecològica.

## Comunicacions

### Vies antigues de comunicació
La strada conflentana travessava el terme de Montescot, passant per Avalrí, venint de Cornellà del Bercol. El seu traçat està molt perdut, però se'n conserven fragments.

### Carretera
Tres carreteres solquen el terme de Montescot; una de les tres ho fa entrant de ponent a llevant i travessant longitudinalment el terme, cap a ponent, per la zona meridional del terme, a prop i al sud del nucli de població. Es tracta de la carretera D-612 (D-914 a Elna - N-116, a Millars)
A part d'aquesta carretera, hi ha la D-8 (D-914, a Vilanova de Raó - Brullà) que entra pel nord i marxa pel sud, cap a Hortafà i Brullà. A la zona nord-oriental del terme, hi ha encara la carretera D-80 (Tesà - Montescot), que, procedent de Tesà i Cornellà del Bercol, mor a Montescot.
Per carretera, Montescot és a 12 quilòmetres de Perpinyà, a 3,5 de Cornellà del Bercol i de Bages, a 4 d'Elna i d'Hortafà i a 4,5 de Vilanova de Raó.

### Mitjans de transport públic
La línia 421 del servei departamental de transports públics le Bus à 1 € enllaça Montescot amb Bages i Elna, entre els pobles dels entorns. Per aquesta línia, de Montescot a Elna hi ha 5 minuts, i poc més de 5 cap a Bages de Rosselló.
La línia 435, de Tesà a Elna per Montescot, que enllaça Montescot amb Elna en poc més de 5 minuts i amb Cornellà del Bercol en 10. Aquesta línia només dona servei el divendres.

### Camins
Un bon nombre de camins solca el terme de Montescot. Hi ha les actuals carreteres, abans camins: Ruta de Bages, Ruta d'Elna i Ruta de Vilanova, les tres antigament camins. A part, hi ha els camins de comunicació amb els pobles veïns: Camí de Bages a Vilanova, Camí de Tesà, o de Cornellà, de Vilanova a Elna, antigament anomenat Ruta dels Frares, d'Hortafà, o de Brullà, el desaparegut Camí vell d'Hortafà, el Camí vell de Perpinyà, ara conegut com a Camí d'Avallric, i el Camí vell de Tesà. Encara, hi ha la Carrera d'Avallric, avui denominada el Còrrec.
Finalment, hi ha els camins que menen a diferents indrets del terme, com el Camí d'Avallric o del Salobre, el d'Avallric a Cornellà, el d'Avallric al Castell de Reart (ja desaparegut), el Camí del Mas de l'Ou, el del Mas Xarpell, el del Pa de Sucre, el dels Estanyots, el dels Terres Verds i el de Sant Martí, abans de Palau o de Sant Andreu.

## Economia
L'economia de Montescot es basa sobretot en l'agricultura. Una vintena d'explotacions agràries conreen més de 300 ha, amb més de la meitat dedicades a la vinya. Un terç de les terres conreades són per a elaborar vins de qualitat (denominació d'origen controlada). Hi ha també producció de fruites: albercoquers i alguns presseguers, i una petita extensió d'hortalisses (1 ha). La ramaderia també té força presència, ja que hi ha mig centenar de caps de bestiar boví, i més de 600 d'oví, a més de cabres i cavalls. Per a tot aquest bestiar hi ha tot de prats en el lloc on hi havia hagut un estany, entre Montescot i Cornellà del Bercol.
La indústria és pràcticament absent, llevat de les petites indústries artesanals situades a ponent del poble (tallers mecànics, etc.).

## Història

### Història Antiga
No són gaire abundants les restes arqueològiques trobades a Montescot, però cal esmentar un petit hàbitat d'època romana republicana a sota del jaciment medieval d'Avalrí, al nord del terme, amb nombroses mostres de terrissa: fragments de teules, d'àmfores, etc. Al Pa de Sucre, a ponent, respecte del poble, també es van trobar molts vestigis, i a la Colomina d'en Vidal, a prop del termenal amb Vilanova de Raó i Cornellà del Bercol, el mateix, amb una extensió de temps més gran: des del Bronze final, fins a temps protohistòrics.

### Història Medieval
El lloc és documentat des d'antic. El 883 un document esmenta Montescopio, i el 1128, Mont Eschot. A la primera meitat del segle x l'església d'Elna adquiria la major part d'aquest territori, que li fou confirmat el 1340 per Jaume III de Mallorca. El 1318 i el 1452 és documentat el castell de Montescot, tot i que els esments documentats fan pensar que es tracta de la cellera inicial, envoltada d'un mur i d'un fossar; aquest mur és esmentat a finals del segle xvi com un vell mur en mal estat. El lloc de Montescot pertangué al bisbat d'Elna fins a la Revolució Francesa.
Les excavacions arqueològiques van permetre estudiar l'antic poblat d'Avalrí, a més de les restes romanes abans esmentades.
D'altra banda, al segle xii està documentada la família Avalrí, sobretot Pere Bernat d'Avalrí (1101-1126) i el seu fill Gausbert (1126-1145), que devien posseir la senyoria d'Avalrí o Avalric. El 1206 n'adquiria la senyoria Guillem d'Hortafà, que la infeudava a la casa d'Urtx. El 1285 consta que Radamon d'Urtx, senyor d'Avalrí, defensava el castell davant de Felip l'Ardit. Després encara consta que el senyoriu fou cedit per Jaume II de Mallorca a Guillem d'Alenyà, així com unes queixes del bisbe d'Elna perquè li n'havien pres la possessió. A mitjan segle xv els cònsols de Perpinyà Pere Riera i Joan Blanca tenien terres a Montescot, que els foren confiscades per Lluís XI de França.

### Edat moderna
Malgrat la possessió eclesiàstica de Montescot, als segles xvi i xvii la família d'Oms va lluir el títol de varvassoria de Montescot, successora de l'antiga baronia que al segle xiii posseïa Arnau de Montescot, també senyor d'Oms i de Calmella.

## Patrimoni arquitectònic

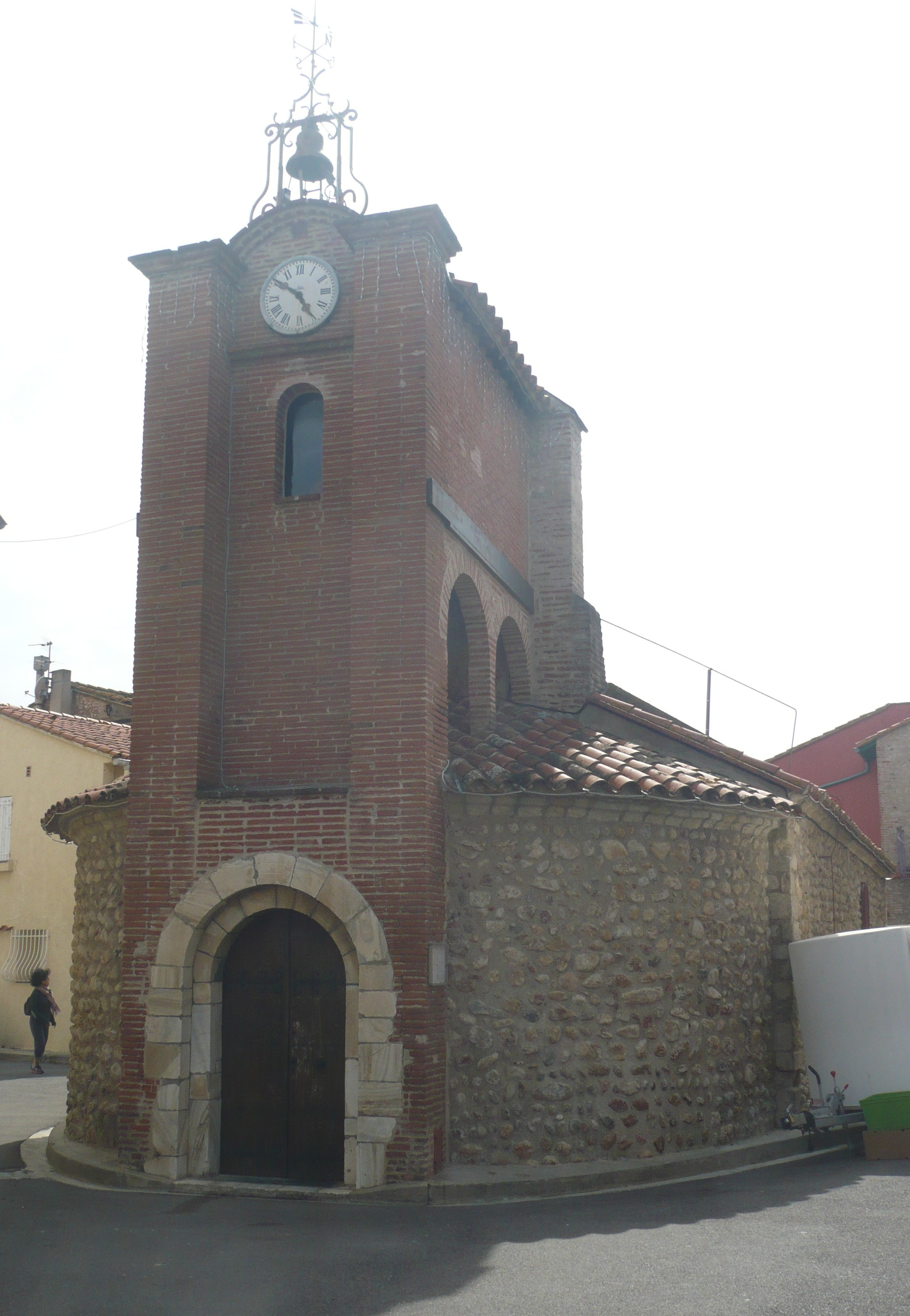
Antiga capçalera de Santa Maria de Montescot

### Santa Maria de Montescot
El principal element del patrimoni arquitectònic de Montescot és l'església parroquial de Santa Maria. Romànica, d'una sola nau, tenia l'accés a la façana de migdia, com la major part d'esglésies romàniques, on hi havia el portal de marbre del 1671. A finals del segle xix fou capgirada, l'altar major va passar als peus de la nau, al costat de ponent, on es construí un nou absis semicircular. Al bell mig de l'absis primitiu, a llevant, s'obrí l'actual porta d'entrada al temple, traslladant-hi el portal del 1671, abans situat a la façana sud, i damunt l'antic presbiteri fou alçat el campanar.
L'església conserva diversos retaules dels segles xvii i XVIII.

## Demografia

### Demografia antiga
La població està expressada en nombre de focs (f) o d'habitants (h)
| Evolució demogràfica de Montescot entre 1358 i 1790 | Evolució demogràfica de Montescot entre 1358 i 1790 | Evolució demogràfica de Montescot entre 1358 i 1790 | Evolució demogràfica de Montescot entre 1358 i 1790 | Evolució demogràfica de Montescot entre 1358 i 1790 | Evolució demogràfica de Montescot entre 1358 i 1790 | Evolució demogràfica de Montescot entre 1358 i 1790 | Evolució demogràfica de Montescot entre 1358 i 1790 | Evolució demogràfica de Montescot entre 1358 i 1790 | Evolució demogràfica de Montescot entre 1358 i 1790 | Evolució demogràfica de Montescot entre 1358 i 1790 | Evolució demogràfica de Montescot entre 1358 i 1790 | Evolució demogràfica de Montescot entre 1358 i 1790 | Evolució demogràfica de Montescot entre 1358 i 1790 | Evolució demogràfica de Montescot entre 1358 i 1790 |
| 1358                                                | 1365                                                | 1378                                                | 1424                                                | 1470                                                | 1515                                                | 1553                                                | 1643                                                | 1709                                                | 1720                                                | 1730                                                | 1767                                                | 1774                                                | 1789                                                | 1790                                                |
| --------------------------------------------------- | --------------------------------------------------- | --------------------------------------------------- | --------------------------------------------------- | --------------------------------------------------- | --------------------------------------------------- | --------------------------------------------------- | --------------------------------------------------- | --------------------------------------------------- | --------------------------------------------------- | --------------------------------------------------- | --------------------------------------------------- | --------------------------------------------------- | --------------------------------------------------- | --------------------------------------------------- |
| 14 f                                                | 14 f                                                | 11 f                                                | 11 f                                                | 6 f                                                 | 9 f                                                 | 7 f                                                 | 4 f                                                 | 30 f                                                | 19 f                                                | 14 f                                                | 113 h                                               | 23 f                                                | 20 f                                                | 54 h                                                |

Font: Pélissier 1986

### Demografia contemporània
| Evolució de la població |      |      |      |      |      |      |      |      |
| 1793                    | 1800 | 1806 | 1821 | 1831 | 1836 | 1841 | 1846 | 1851 |
| 97                      | 75   | 77   | 117  | 125  | 113  | 128  | 119  | 139  |

| 1856 | 1861 | 1868 | 1872 | 1876 | 1881 | 1886 | 1891 | 1896 |
| ---- | ---- | ---- | ---- | ---- | ---- | ---- | ---- | ---- |
| 151  | 124  | 146  | 175  | 202  | 236  | 254  | 275  | 303  |

| 1901 | 1906 | 1911 | 1921 | 1926 | 1931 | 1936 | 1946 | 1954 |
| ---- | ---- | ---- | ---- | ---- | ---- | ---- | ---- | ---- |
| 296  | 307  | 305  | 285  | 265  | 264  | 235  | 238  | 234  |

| 1962 | 1968 | 1975 | 1982 | 1990 | 1999 | 2004 | 2006 | 2009 |
| ---- | ---- | ---- | ---- | ---- | ---- | ---- | ---- | ---- |
| 214  | 221  | 471  | 612  | 1128 | 1375 | 1551 | 1559 | 1662 |

| 2012 |
| ---- |
| 1712 |

Fonts: Ldh/EHESS/Cassini fins al 1999, després INSEE a partir deL 2004

### Evolució de la població

Evolució de la població

## Administració i política

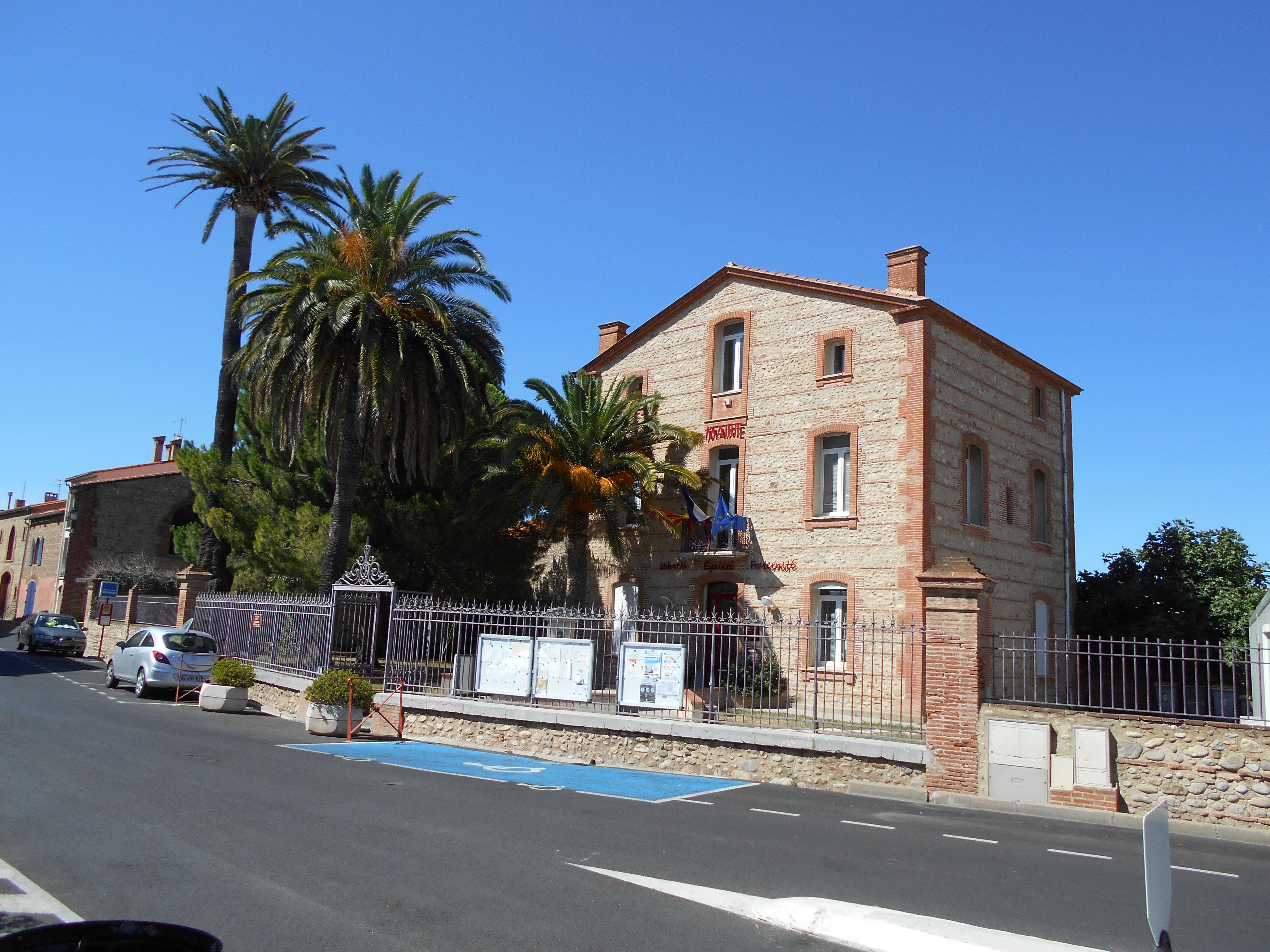
La Casa del Comú

### Batlles[14]
| Període              | Nom                               | Opció política | Comentaris                                            |
| -------------------- | --------------------------------- | -------------- | ----------------------------------------------------- |
| 1791 – 1792          | Raymond Barrere                   |                | Antic cònsol                                          |
| 1792 – 1793          | Rufia                             |                | Antic cònsol i batlle                                 |
| 1793 – 1795          | Étienne Galangau                  |                | Antic cònsol i batlle                                 |
| 1795 – 1797          | Raymond Barrere                   |                | Segona legislatura                                    |
| 1797 – 1800          | Simon Carals                      |                |                                                       |
| 1800 – 1802          | Joseph Sanyas                     |                |                                                       |
| 1802 – 1805          | Joseph Orman                      |                |                                                       |
| 1805 – 1808          | Raymond Barrere                   |                | Tercera legislatura, dimissionari. Assassinat el 1810 |
| 1808 – 1821          | Joseph Gari                       |                | Nomenat pel prefecte                                  |
| 1821 – 1827          | Martin Arman                      |                |                                                       |
| 1827 – 1841          | Joseph Garu                       |                | Segona lesgislatura                                   |
| 1841 – 1842          | Michel Boe                        |                |                                                       |
| 1842 – 1848          | Paul Fabre                        |                |                                                       |
| 1848 – 1852          | André Bolte                       |                |                                                       |
| 1852 – 1861          | Jean Gari                         |                |                                                       |
| 1861 – 1873          | Étienne Galangau                  |                | Fill de l'anterior del mateix nom                     |
| 1873 – 1874          | Étienne Fabre                     |                |                                                       |
| 1874 – 1876          | Jean Bertrand                     |                |                                                       |
| 1876 – 1878          | Jean Fourcade                     |                |                                                       |
| 1878 – 1881          | Pierre Fabre                      |                |                                                       |
| 1881 – 1882          | Étienne Fabre                     |                | Segona legislatura                                    |
| 1882 – 1884          | Thomas Cremadeills                |                |                                                       |
| 1884 – 1908          | Jean Fourcade                     |                | Segona legislatura                                    |
| 1908 – 1911          | Louis De Bouillers                |                |                                                       |
| 1911 – 1919          | Gaston Scheul                     |                |                                                       |
| 1919 – 1925          | Pierre Baylard                    |                |                                                       |
| 1925 – 1927          | Christophe Jonqueres d'Oriola     |                |                                                       |
| 1927 – 1952          | Christophe Lafabregue de Pallares |                |                                                       |
| 1952 – 1959          | Christophe Jonqueres d'Oriola     |                | Segona legislatura                                    |
| 1959 – 1966          | Armand Erre                       |                |                                                       |
| 1966 – 1968          | Eugène Puigsegur                  |                |                                                       |
| 1968 – 1971          | Camille Fabre                     |                |                                                       |
| 1971 – 1973          | Édouard Picco                     |                |                                                       |
| 1973 – 1983          | Raphael Mallol                    |                |                                                       |
| 1983 – 1995          | Eugène Puigsegur                  |                | Segona lesgislatura                                   |
| 1995 – 2014          | Michel Martin                     |                |                                                       |
| 2014 – Moment actual | Louis Sala                        |                |                                                       |

### Legislatura 2014 - 2020

#### Batlle
- Louis Sala.

#### Adjunts al batlle[17]
- 1r: Jocelyne Huguen-Rigaill. Consellera delegada de Comunicació i Cultura. Conseller d'Urbanisme, de Finances i Pressupost i d'Acció social i Gent gran
- 2n: Robert Ramio. Conseller de Finances i Pressupost, d'Obres
- 3r: Christiane Griot. Consellera delegada d'Associacions i Animació. Consellera de Comunicació i Cultura, d'Urbanisme, de Finances i Pressupost, d'Obres i d'Acció social i Gent gran
- 4t: Philippe Huguenin. Conseller delegat d'Obres
- 5è: Ludovic Barbry. Conseller delegat de Finances i Pressupost. Conseller de Comunicació i Cultura, d'Urbanisme.

#### Consellers municipals
- Magalie Ribes. Consellera delegada de Joventut. Consellera d'Obres i d'Infància i Petita infància
- Sébastien Sanchez. Conseller d'Infància i Petita infància i de Joventut
- Marie Christine Néreau. Consellera delegada d'Acció social i Gent gran. Consellera de Comunicació i Cultura
- Cyril Movsessian. Conseller d'Associacions i Animació, d'Obres i d'Acció social i Gent gran
- Sylvie Poncet. Consellera d'Associacions i Animació
- Christine Ruiz. Consellera delegada d'Infància i Petita infància. Consellera d'Obres i de Joventut
- Mickael Marolleau. Conseller de Comunicació i Cultura, d'Obres, d'Infància i Petita infància i de Joventut
- Eliane Berdaguer. Consellera de Comunicació i Cultura, d'Associacions i Animació i d'Acció social i Gent gran
- Jonathan Paron. Conseller d'Obres, d'Infància i Petita infància i de Joventut
- Myriam Dardenne. Consellera de Finances i Pressupost
- Véronique Villard. Consellera d'Urbanisme
- Sandra Matheu
- Michel Palau. Conseller d'Obres

### Adscripció cantonal

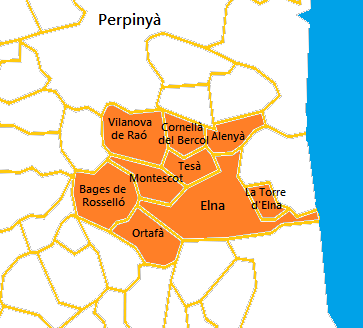
Mapa del Cantó de la Plana d'Illiberis

El 1790 la comuna de Montescot fou inclosa en el cantó d'Elna, dins del districte de Perpinyà. El 1801 fou relligada al cantó de Perpinyà-Est, i després integrada en el nou cantó de Perpinyà-III, el 1973. En fou desglossada el 1982 per tal de formar part del recreat Cantó d'Elna.
A les eleccions cantonals del 2015 Montescot ha estat inclòs en el cantó número 12, denominat La Plana d'Illiberis, amb capitalitat a la ciutat d'Elna i amb els pobles d'Alenyà, Bages, Cornellà del Bercol, Montescot, Ortafà, Tesà, la Torre d'Elna i Vilanova de Raó. Hi ha estat escollits com a consellers departamentals Marie-Pierre Sadourny, del Partit Socialista, consellera municipal a l'oposició a Sant Cebrià, i Nicolas Garcia, del Partit Comunista Francès - Front d'esquerres, conseller municipal a l'oposició a Elna.

## Vida cultural i associativa

### Ensenyament
Montescot disposa d'una escola maternal i d'una escola primària. A partir de secundària, els estudiants de Montescot han de prosseguir els seus estudis a Elna. També disposa d'un Centre de loisirs municipal que funciona els dimecres, les vacances del període escolar (les petites vacances) i el mes de juliol.

### Biblioteca
La Biblioteca Municipal Jordi Pere Cerdà està situada en una casa d'estil català de principis del segle xx que durant molt anys acollí els serveis de l'antic PTT, els antics correus, telèfons i telègrafs.
Amb un fons de 5.000 volums, la biblioteca és un centre actiu del poble, amb una sala pròpia per a exposicions.

### Les associacions
Hi ha a Montescot fins a 9 associacions d'animació, salut i solidaritat, 4 de culturals i artístiques i 10 d'esportives. És, per tant, una alta vida associativa, per a un poble del volum de Montescot.